# Biłgoraj (gromada 1960–1972)
Biłgoraj – dawna gromada, czyli najmniejsza jednostka podziału terytorialnego Polskiej Rzeczypospolitej Ludowej w latach 1954–1972.
Gromady, z gromadzkimi radami narodowymi (GRN) jako organami władzy najniższego stopnia na wsi, funkcjonowały od reformy reorganizującej administrację wiejską przeprowadzonej jesienią 1954 do momentu ich zniesienia z dniem 1 stycznia 1973, tym samym wypierając organizację gminną w latach 1954–1972.
Gromadę Biłgoraj siedzibą GRN w mieście Biłgoraju (nie wchodzącym w jej skład) utworzono 1 stycznia 1960 w powiecie biłgorajskim w woj. lubelskim z obszarów zniesionych gromad Dąbrowica, Majdan Gromadzki i Podlesie w tymże powiecie; równocześnie do nowo utworzonej gromady Biłgoraj włączono wieś Korytków Duży ze zniesionej gromady Korytków Duży w tymże powiecie.
1 stycznia 1962 do gromady Biłgoraj włączono wieś Dereźnia Zagrody i kolonię Zofiampol z gromady Sól, wsie Andrzejówka i Bukowa ze zniesionej gromady Bukowa, a także wsie Cyncynopol, Dyle, Ignatówka, Kajetanówka, Rapy Dylańskie, Ratwica, Wola Duża, Wola Mała i Wolaniny, osady leśne Brodziaki i Dęblinki, kolonie Chlebna i Żelebsko, Państwowy Zakład Specjalny dla Dzieci w Teodorówce oraz stację kolejową Hedwiżyn ze zniesionej gromady Hedwiżyn w tymże powiecie.
Gromada przetrwała do końca 1972 roku, czyli do kolejnej reformy gminnej. 1 stycznia 1973 w powiecie biłgorajskim utworzono gminę Biłgoraj (właściwie reaktywowano, ponieważ jednostka o nazwie gmina Biłgoraj funkcjonowała także w końcu XIX wieku).
Uwaga: Gromada Biłgoraj (o innym składzie) istniała w powiecie biłgorajskim także w latach 1954–56.